# Slovenski Javornik
Slovenski Javornik (IPA: [slɔˈʋeːnski ˈjaːʋɔɾnik]) è un insediamento (naselje) di 1 907 abitanti, della municipalità di Jesenice nella regione statistica dell'Alta Carniola in Slovenia.